# Oligocentria semirufescens
Oligocentria semirufescens är en fjärilsart som beskrevs av Walker 1865. Oligocentria semirufescens ingår i släktet Oligocentria och familjen tandspinnare. Inga underarter finns listade i Catalogue of Life.

## Bildgalleri

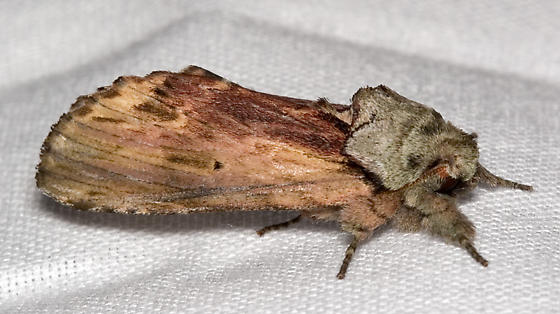